# Elaeocarpus lepidus
Elaeocarpus lepidus är en tvåhjärtbladig växtart som beskrevs av Albert Charles Smith. Elaeocarpus lepidus ingår i släktet Elaeocarpus och familjen Elaeocarpaceae. Inga underarter finns listade i Catalogue of Life.